# 1584 en France
Chronologie de la France
- 1580
- 1581
- 1582
- 1583
- 1584
- 1585
- 1586
- 1587
- 1588

## Événements
- 2 mars : le Maréchal de Matignon, gouverneur de Guyenne, en présence de son ami Michel de Montaigne, maire de Bordeaux, passe la commande du phare de Cordouan à Louis de Foix, ingénieur-architecte[1].
- 9 avril : adjudication des cinq Grosses fermes pour la perception des impôts indirects ; le 24 mai, René Brouard obtient le bail des cinq grosses fermes pour huit ans, du 1er octobre 1584 au 1er octobre 1592[2].

- 5 juin : le duc d’Épernon arrive à Bordeaux ; il rencontre à quatre reprises le roi de Navarre, après le 14 juin à Saverdun, le 25 juin à Pamiers, le 29 juin à Escosse, le 6 août à Nérac[3].

- 10 juin : mort de Monsieur, frère du roi. La succession au trône de France passe à son cousin Henri de Navarre, chef protestant[4] (ce qui provoque en 1585 la huitième guerre de religion).
- 26 juin : funérailles de Monsieur à Paris[3].
- Septembre : conférence de Nancy instituant la seconde Ligue sous le patronage des Guise[3].
- 31 décembre : traité de Joinville entre La Ligue et Philippe II d'Espagne[4]. Le successeur désigné au trône de France est le cardinal de Bourbon.

## Naissances en 1584
- x

## Décès en 1584
- x